# Premonitor (sismología)
Un premonitor es un sismo que ocurre antes de un gran terremoto (llamado "sismo principal") y está relacionado con el tiempo y el espacio. La designación de los términos premonitor, sismo principal y réplica solo es posible identificarla después de un gran sismo.

## Ocurrencia
La actividad premonitora ha sido detectada en al menos el 40% de los sismos con magnitudes de moderada a grande y en el 70% para los sismos con magnitud mayor a siete cuyo tiempo es de algunos minutos, horas, días o incluso años. Por ejemplo, el terremoto de 2002 en Sumatra es considerado como el premonitor del gran terremoto del océano Índico de 2004 con un retraso de más de dos años entre los eventos.
Sin embargo, algunos grandes terremotos no tienen eventos premonitores, tal como es el caso del gran terremoto de India-China en 1950 de M8,6. y que dejó más de 30 000 muertos.

## Mecánica
La observación de eventos premonitores asociados con muchos terremotos sugiere que son parte de un proceso de preparación antes de la nucleación. El sismo premonitor lo que hace es generar en cierto plazo un sismo de mayor magnitud al premonitor. Sin embargo, se ha demostrado que no siempre ocurren sismos grandes luego de cualquier sismo, puesto que, lo que hacen es liberar energía de la falla.

## Ejemplos de sismos con eventos premonitores
- Los últimos ejemplos de estos tipos de sismos fueron: el Terremoto de Valparaíso, Chile 2017, los Terremotos de California, en 2019, los Terremotos de la frontera de Laos-Tailandia de 2019 y el Terremoto de Fukushima de 2022
- El terremoto más fuerte de este tipo es el Terremoto de Valdivia de 1960 que alcanzó una magnitud de 9.5 Mw.
- Nota:  Las fechas son en horario local.

| Fecha (Premonitor)                      | Magnitud (Premonitor) | Bandera y País | Región                      | Fecha                   | Profundidad | Magnitud | Intensidad             | Nombre                               | Fallecidos | Tsunami |
| --------------------------------------- | --------------------- | -------------- | --------------------------- | ----------------------- | ----------- | -------- | ---------------------- | ------------------------------------ | ---------- | ------- |
| 21 de mayo de 1960 (1 día)              | 7.9 Mw                | Chile          | Provincia de Arauco         | 22 de mayo de 1960      | 35 km       | 9.5 Mw   | XII Mercalli           | Terremoto de Valdivia de 1960        | 1.655      | ✔       |
| 2 de noviembre de 2002 (2 años)         | 7.3 Mw                | Indonesia      | Sumatra                     | 26 de diciembre de 2004 | 10 km       | 9.3 Mw   | IX Mercalli            | Terremoto del océano Índico de 2004  | 229.866    | ✔       |
| 23 de enero de 2007 (3 meses)           | 5.2 ML                | Chile          | Región de Aysén             | 21 de abril de 2007     | 6 km        | 6.2 Mw   | VII Mercalli           | Terremoto de Aysén de 2007           | 10         | ✔       |
| 9 de marzo de 2011 (2 días)             | 7.3 Mw                | Japón          | Prefectura de Miyagi        | 11 de marzo de 2011     | 32 km       | 9.0 Mw   | IX Mercalli y 7 Shindo | Terremoto y tsunami de Japón de 2011 | 20.896     | ✔       |
| 11 de mayo de 2011 (1 hora, 37 minutos) | 4.5 Mw                | España         | Región de Murcia            | 11 de mayo de 2011      | 1 km        | 5.2 Mw   | VIII Mercalli          | Terremoto de Lorca de 2011           | 9          | Х       |
| 14 de marzo de 2014 (2 días)            | 3.5 ML                | Chile          | Región de Tarapacá          | 16 de marzo de 2014     | 20.6 km     | 6.7 Mw   | VI Mercalli            | Terremoto de Iquique de 2014 (marzo) | 0          | ✔       |
| 16 de marzo de 2014 (15 días)           | 6.7 Mw                | Chile          | Región de Tarapacá          | 1 de abril de 2014      | 20.1 km     | 8.3 Mw   | VIII Mercalli          | Terremoto de Iquique de 2014         | 7          | ✔       |
| 16 de abril de 2016 (11 minutos)        | 4.8 Mb                | Ecuador        | Provincia de Esmeraldas     | 16 de abril de 2016     | 20.6 km     | 7.8 Mw   | X Mercalli             | Terremoto de Ecuador de 2016         | 673        | ✔       |
| 22 de abril de 2017 (2 días)            | 4.8 Mw                | Chile          | Región de Valparaíso        | 24 de abril de 2017     | 24.8 km     | 6.9 Mw   | VII Mercalli           | Terremoto de Valparaíso de 2017      | 0          | ✔       |
| 4 de julio de 2019 (1 día)              | 6.4 Mw                | Estados Unidos | Condado de Kern             | 5 de julio de 2019      | 0.9 km      | 7.1 Mw   | IX Mercalli            | Terremotos de Ridgecrest de 2019     | 1          | Х       |
| 19 de abril de 2021 (2 meses)           | 5.0 Mw                | Perú           | Distrito de Chilca (Cañete) | 22 de junio de 2021     | 32 km       | 6.0 Mw   | VII Mercalli           | Terremoto de Mala de 2021            | 1          | Х       |